# 新都区 (洋浦经济开发区)
新都区，位于海南省洋浦经济开发区。2009年3月，由原干冲区、新英湾区和新都区三区合并为新干冲区。

## 行政概况
新都区 辖5个社区：新都社区、高山社区、公堂下社区、港区社区、太平社区。

## 学校
- 洋浦实验学校
- 洋浦中学